# Christiane Blatt

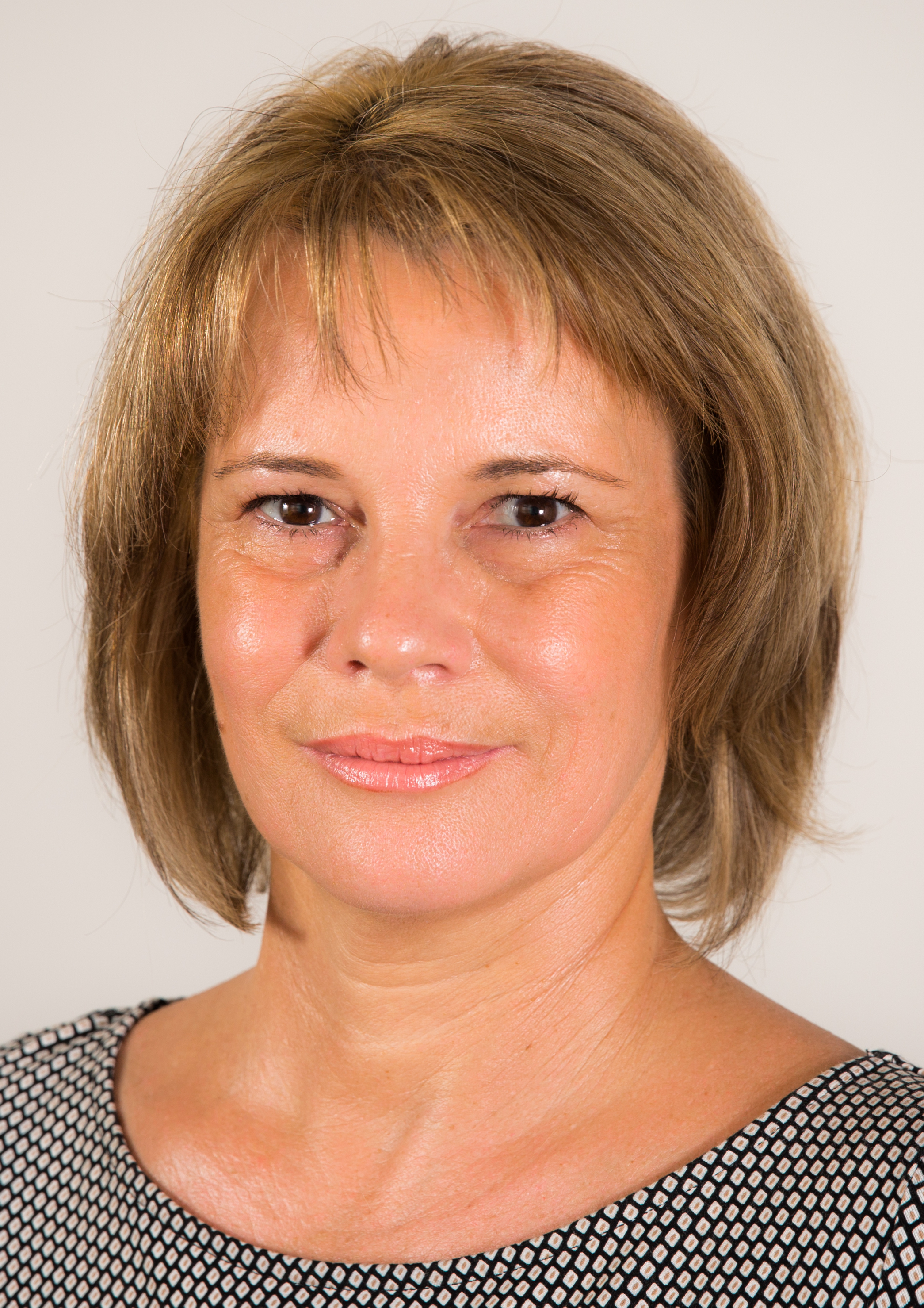
Christiane Blatt (2017)

Christiane Blatt (* 22. Januar 1966 in Völklingen) ist eine deutsche Politikerin (SPD). Sie war von 2012 bis 2018 Abgeordnete im Landtag des Saarlandes und von 2018 bis 2024 Oberbürgermeisterin von Völklingen.

## Ausbildung und Beruf
Christiane Blatt besuchte die Grund- und die Realschule in Ludweiler und anschließend bis 1986 die Höhere Handelsschule Völklingen. Anschließend absolvierte sie eine kaufmännische Ausbildung bei ARBED Saarstahl Völklingen und war im kaufmännischen und Sekretariatsbereich tätig, zuletzt als Assistentin der Geschäftsführung. Sie absolvierte zwei Weiterbildungen zur Geprüften Sekretärin und zur Fremdsprachenkorrespondentin. 

## Politik
Der SPD trat Blatt im Jahr 2002 bei. Von 2004 bis 2007 gehörte sie dem Ortsrat des Gemeindebezirkes Ludweiler und von 2007 bis 2009 dem Stadtrat von Völklingen an. Sie ist seit 2009 Ortsvorsteherin von Ludweiler und seit 2015 als Nachrückerin wieder im Stadtrat von Völklingen. Bei der Landtagswahl im Saarland 2012 erhielt sie ein Mandat im Landtag. In der 15. Legislaturperiode (2012–2017) war sie Revisorin der SPD-Landtagsfraktion sowie Vorsitzende im Ausschuss für Justiz, Verfassungs- und Rechtsfragen, Wahlprüfung. Zuletzt war Blatt stellvertretende SPD-Fraktionsvorsitzende. Am 8. Oktober 2017 wurde sie in einer Stichwahl zur Oberbürgermeisterin der Stadt Völklingen gewählt. Im Juni 2024 gelang es ihr nicht, wiedergewählt zu werden. Mit einem Stimmanteil von 42,94 Prozent bei einer Wahlbeteiligung von knapp 39 Prozent, musste sie sich dem Herausforderer Stephan Tautz von Wir Bürger Völklingen geschlagen geben.

## Persönliches
Christiane Blatt ist verheiratet und hat einen Sohn.